# Krispy Kreme
Krispy Kreme Doughnuts, Inc. est une chaîne de restaurants américaine spécialisée dans la fabrication et la vente de beignets. Fondée par Vernon Rudolph (en) en 1937, son siège social est désormais situé à Winston-Salem (Caroline du Nord).
Aux États-Unis, les produits de Krispy Kreme sont vendus dans les restaurants de la chaîne ainsi que dans des épiceries, supérettes, stations service, ainsi que dans d'autres grandes chaînes telles Wal-Mart, Target et Shaws. Ailleurs, les produits sont vendus par des chaînes telles Loblaws et Petro-Canada ainsi que dans des stations service de BP et la chaîne 7-Eleven en Australie. 
Au Royaume-Uni, on les retrouve dans les supermarchés et stations service Tesco ainsi que Moto, Welcome Break & Road Chef. On peut également en acheter au Japon où ils sont vendus dans les magasins Krispy Kreme.
En France, une première boutique a ouvert à Paris, dans le centre commercial Westfield Les Halles, le 6 décembre 2023.
Le titre était cotée au NYSE avec le code KKD jusqu'à son rachat en avril 2016 par JAB Holding de la famille Reiman. Le titre revient en bourse sur le Nasdaq avec le code DNUT le 1er juillet 2021.